# Santana Esporte Clube
Il Santana Esporte Clube, noto anche semplicemente come Santana, è una società calcistica brasiliana con sede nella città di Santana, nello stato dell'Amapá.

## Storia
Il club è stato fondato il 25 settembre 1955. Ha vinto il Campionato Amapaense nel 1960, nel 1961, nel 1962, nel 1965, nel 1968, nel 1972, e nel 1985.

## Palmarès

### Competizioni statali
- Campionato Amapaense: 7

1960, 1961, 1962, 1965, 1968, 1972, 1985